# Saint-Georges-du-Rosay
Saint-Georges-du-Rosay è un comune francese di 450 abitanti situato nel dipartimento della Sarthe nella regione dei Paesi della Loira.

## Società

### Evoluzione demografica
Abitanti censiti